# Північно-Західний економічний район (Росія)

Північно-Західний економічний район на мапі Росії

Північно-Західний економічний район — один з 11 економічних районів Росії, а також один з економічних районів СРСР.
Район складається з 5 суб'єктів:
1. Ленінградська область
2. Новгородська область
3. Псковська область
4. Санкт-Петербург
5. Калінінградська область

## Економіка
Економічне оточення:
- економічні райони: Центральний, Північний.
- сусідні держави:
  - Фінляндія
  - Польща
  - Естонія
  - Латвія
  - Білорусь
  - Литва